# Conacul cu parc dendrologic al lui F. Cazimir
Conacul cu parc dendrologic al lui F. Cazimir este o clădire amplasată în Milești, raionul Nisporeni, Republica Moldova. Este un monument istoric și arhitectural de importanță națională inclus în Registrul monumentelor Republicii Moldova ocrotite de stat cu nr. 915 (raionul Nisporeni). Datează din jum. I a sec. XIX.